# Сексуальні домагання в освіті
Сексуальні домагання в освіті — будь-яка небажана сексуальна поведінка з боку одного учасника освітнього процесу стосовно іншого, яка може мати місце як у навчальному закладі, так і за його межами. дана активність перешкоджає здобувачеві вчитися, працювати чи брати участь у заходах у навчальному закладі. Сексуальні домагання охоплюють діапазон поведінки від легкого роздратування до сексуального насильства та зґвалтування. За словами педагогів, це часто називають «сексом заради оцінок» і привернули увагу медіа в усьому світі, частково у зв'язку з рухом #MeToo.

## Зміст
Сексуальні домагання можуть мати руйнівний вплив на життя та емоційний стан жертви, шкодити її самооцінці, спричинити тривогу, депресію, посттравматичний стресовий розлад.
Домагання можуть мати такі форми:
- Словесні домагання — непристойні коментарі, жарти, образливі зауваження сексуального характеру, погрози.
- Невербальні домагання — демонстрація порнографії, непристойні жести, нав'язливі погляди.
- Фізичні домагання — дотики, обійми, поцілунки, примусовий секс.

Важливо пам'ятати, що сексуальні домагання ніколи не є виною жертви.
Запобігання та боротьба проти сексуальних домагань в освіті має такі форми:
1. Освітні програми — проведення навчальних програм та семінарів про сексуальні домагання, їхні форми й наслідки.
2. Чіткі політики — упровадження чітких політик та процедур щодо запобігання сексуальним домаганням та розгляду скарг.
3. Конфіденційність — забезпечення конфіденційності й безпеки для тих, хто повідомляє про домагання.
4. Підтримка — наявність служб підтримки для постраждалих, таких як психологічна допомога та юридичні консультації.

## Сполучені Штати
У своєму опитуванні 2000 року серед 2064 здобувачів 8-11 класів Американська асоціація студенток (AAUW) повідомила:
- 81 % або 8 із 10 здобувачів зазнавали сексуальних домагань у школі;
- 83 % дівчат зазнавали сексуальних домагань;
- 78 % хлопців зазнавали сексуальних домагань;
- 38 % учнів зазнали переслідувань з боку вчителів або працівників школи;
- 36 % працівників або вчителів шкіл зазнали цькування з боку учнів;
- 42 % працівників або вчителів шкіл зазнавали переслідувань один одного.

У своєму недавньому дослідженні (AAUW 2006) про сексуальні домагання в коледжах і університетах AAUW стверджував, що хоча як чоловіки, так і жінки є об'єктами сексуальних домагань, «жінки страждають від цього непропорційно більше».
- 62 % студенток коледжу та 61 % студентів коледжу повідомляють, що зазнавали сексуальних домагань у своєму університеті;
- 66 % здобувачів знають особисто когось, хто зазнав переслідувань;
- 10 % або менше здобувачів, які постраждали від сексуальних домагань, намагаються повідомити про свій досвід співробітнику університету;
- 35 % або більше здобувачів коледжу, які зазнали сексуальних домагань, нікому не розповідають про свій досвід;
- 80 % здобувачів, які зазнали сексуальних домагань, повідомляють, що їх домагався інший здобувач або колишній здобувач;
- 39 % здобувачів, які зазнали сексуальних домагань, кажуть, що інцидент або інциденти сталися в гуртожитку;
- 51 % студентів-чоловіків визнають, що домагалися когось у коледжі, а 22 % зізналися, що домагалися когось часто або час від часу;
- 31 % студенток зізнаються, що домагалися когось у коледжі;
- Понад 70 % ЛГБТ-здобувачів зазнавали сексуальних домагань.

У звіті про гендерну рівність NCWGE повідомляє, що 30 % студентів бакалаврату та 40 % аспірантів зазнали сексуальних домагань (NCWGE, 1997).
У Сполучених Штатах сексуальні домагання є формою дискримінації відповідно до Розділу IX Поправок щодо освіти 1972 року.

## Німеччина
Університет Бремена був першим університетом у Німеччині, який створив у 1992 році контактний пункт із питань сексуальних домагань. Загальноприйнято вважати, що різниця у владі між здобувачами університетів і професорами, які визначають оцінки та можуть пропонувати або продовжувати роботу для студентів PhD, призводить до ризику утисків. За нерепрезентативним опитуванням 12 663 здобувачів у 2012 році, кожен четвертий здобувач повідомив про ті чи інші форми сексуальних домагань, і близько 10 % цих випадків стосувалися домагань з боку викладачів. Занепокоєні здобувачі, які не хочуть повідомляти про погану поведінку, боячись наслідків для кар'єри, отримують поради щодо того, як впоратися з ситуацією. Наприклад, докторанту можна порадити додати зовнішнього оцінювача для оцінки його роботи або попросити призначити іншого консультанта.
У середині 2010-х років проти викладачів вищих навчальних закладів Гамбурга, Дюссельдорфа та Мюнхена були висунуті звинувачення в сексуальних домаганнях.

## Гана і Нігерія
BBC Africa Eye проводило річне розслідування сексуальних домагань, скоєних викладачами університету в Гані. У рамках розслідування таємно знімали чотирьох академіків. У ньому брали участь репортери під прикриттям, які видавали себе за студентів Університету Гани та Університету Лагосу. У жовтні 2019 року вийшов в ефір документальний фільм, який викриває неправомірну поведінку.
Африканська феміністична ініціатива опублікувала заяву солідарності, засуджуючи домагання в закладі, який має запропонувати безпечне середовище для навчання.
Двоє викладачів були відсторонені від Університету Гани на шість і чотири місяці відповідно без збереження зарплати. Вони повинні були пройти навчання щодо політики університету щодо сексуальних домагань і неналежної поведінки, поновитися на роботі лише після позитивної оцінки та проходити щорічне оцінювання протягом п'яти років. Деякі критикують покарання як надто м'яке.
У 2020 році сенат Нігерії ініціював обговорення законопроєкту, спрямованого на запобігання сексуальним домаганням студентів університету.

## Зовнішні посилання та подальше читання
- Гей, Коротун! : Посібник із боротьби з сексуальними домаганнями та насильством у школах і на вулицях (2011)
- Перетинаючи межу (2011)